# Conrad Laforte
Conrad Laforte (10 novembre 1921 – 4 septembre 2008) était un ethnologue, un bibliothécaire et archiviste québécois. Natif de Kénogami, il étudia à Chicoutimi, puis à l'Université Laval et l'Université de Montréal. Il est connu pour avoir créé le Catalogue de la chanson folklorique française qui comporte 80 000 fiches.
L'œuvre et la vie de Conrad Laforte ont fait l'objet d'un témoignage posthume sous la forme d'un ouvrage collectif sous la direction de Jean-Nicolas De Surmont.

## Publications
Conrad Laforte, La chanson folklorique et les écrivains du XIXe siècle en France et au Québec, Montréal, Hurtubise HMH, Ltée, coll. « Cahiers du Québec, CQ12, CQ12: Collection Ethnologie Québécoise; cahier 2 », 1973, 154 p. (lire en ligne).

## Honneurs et distinctions
- Médaille Marius-Barbeau[réf. nécessaire]
- Membre de la Société royale du Canada[réf. nécessaire]
- Prix Raymond-Casgrain[réf. nécessaire]
- Une rue nommée en son honneur dans la ville de Québec en 2010.[réf. nécessaire]